# Salezjańskie Wspólnoty Ewangelizacyjne
Salezjańskie Wspólnoty Ewangelizacyjne (SWE) – zespół wielu wspólnot salezjańskich na terenie całej Polski tworzących dwa coroczne przedsięwzięcia katolickie: Salezjańską Pielgrzymkę Ewangelizacyjną oraz Pustynię Miast. Podstawowym zadaniem wspólnot SWE jest pogłębianie wiary przez zrzeszoną w niej młodzież oraz ewangelizacja wszystkich, których spotyka się na swojej drodze.

## Historia
Powstanie SWE ściśle wiąże się z powstaniem Salezjańskiej Pielgrzymki Ewangelizacyjnej. Pomysł stworzenia wspólnot SPE narodził się na Światowych Dniach Młodzieży w Częstochowie w dniach 10-15 sierpnia 1991 roku wśród uczestników pielgrzymki koszalińsko-kołobrzeskiej - w grupie dziewiątej tej pielgrzymki (błękitna grupa salezjanów). Kwatermistrzowie błękitnych - klerycy Dariusz Presnal i Leszek Zioła w miejscowości Obora postanowili stworzyć młodzieżową pielgrzymkę, która na trasie będzie ewangelizować. Pierwsza SPE odbyła się w roku 1992. W Szczańcu spotkało się wówczas 180 młodych ludzi i wyruszyło po raz pierwszy na Jasną Górę. Pomysł na taką formę pielgrzymki okazał się niezwykle trafny i wkrótce po pielgrzymce zaczęto tworzyć liczne lokalne wspólnoty SPE. Kilka lat później, w roku 1997 narodziła się Pustynia Miast, czyli rekolekcje młodzieżowe, w losowo wybranych miastach. Celem Pustyni, podobnie jak SPE, była i jest ewangelizacja.

## Podstawowe informacje

### Salezjańska Pielgrzymka Ewangelizacyjna
SPE jest  pielgrzymką młodzieży na Jasną Górę. Jest to kulminacja i podsumowanie całego roku działalności wspólnot SWE. Pielgrzymi SPE otrzymują charakterystyczne błękitne chusty. Moderatorem SPE od jej początku do października 2013 roku (63 zjazd SWE we Wrocławiu) był ksiądz Leszek Zioła. Jego następcami zostali ksiądz Michał Mejer oraz ksiądz Michał Sabada. Oficjalnym hymnem pielgrzymki jest pieśń: „Niebiańskie Dzieci”. Trasa rozpoczyna się co roku 31 lipca w Szczańcu nieopodal Zielonej Góry, jej długość wynosi ok. 365 km i kończy się 14 sierpnia w Częstochowie. Trasa pielgrzymki przebiega w sumie przez 25 miejscowości, w których pielgrzymi nocują. Najważniejsze i największe z nich to:
- Babimost
- Wolsztyn
- Leszno
- Poniec
- Milicz
- Twardogóra
- Wołczyn
- Olesno
- Częstochowa - Jasna Góra

### Pustynia Miast
Pustynię tworzą rekolekcje młodzieżowe, które odbywają się w losowo wybranych miastach. Celem Pustyni, podobnie jak SPE, jest ewangelizacja. Organizuje się spotkania ewangelizacyjne na osiedlach, placach, w szpitalach, domach dziecka, czy w więzieniach. Hymnem „Pustyniaków” jest pieśń: „Gdy uczniów swych posyłał Pan”. Do roku 2012 włącznie równolegle do trwania SPE odbywała się kilkudniowa Pielgrzymka Pustyni Miast. Jej uczestnicy otrzymywali charakterystyczne chusty w kolorze żółtym. Moderatorem Pustyni Miast od jej założenia do października 2013 roku był ksiądz Dariusz Presnal. Jego następcami na stanowisku moderatora Pustyni Miast zostali ksiądz Przemysław Cholewa oraz ksiądz Bartłomiej Przybylski.

## Działalność

### Ewangelizacja
W trakcie całorocznej pracy formacyjnej we wspólnotach lokalnych odbywają się spotkania młodych ludzi, na których rozważając fragmenty Pisma Świętego dyskutują na temat wiary i wielu dręczących młodzież problemów. Zrzeszeni we wspólnotach prowadzą również zajęcia dla dzieci i młodzieży, animują Msze święte, czuwania, adoracje, pomagają w prowadzeniu rekolekcji itp.
SPE i Pustynię Miast odróżnia od innych pielgrzymek i przedsięwzięć katolickich to, iż głównym ich celem jest ewangelizacja ludzi napotkanych na swojej drodze. Uczestnicy wspólnot SWE ewangelizują napotkanych ludzi zabawą w formie śpiewu i tańca. 
Na ulicach i rynkach miast wystawia się inscenizacje teatralne, organizuje się koncerty piosenek religijnych, zabawy dla dzieci. Urządza się również Apele Jasnogórskie połączone z przedstawieniami, czasem świadectwami oraz inne formy czuwania modlitewnego. 
Powyższe cechy i sposób ewangelizacji, jak również jej spontaniczność i pogoda ducha oraz radość ludzi ją tworzących, są charakterystyczne dla wspólnot SWE. Szczególnie jest to widoczne w przypadku SPE, gdy po całym dniu wędrówki młodzież zamiast odpoczywać, spędza czas na zabawie i modlitwie z mieszkańcami. Stało się to cechą wyróżniającą SPE spośród innych pielgrzymek.

### Salezjańska Pielgrzymka Ewangelizacyjna (SPE)
Pielgrzymka młodzieży na Jasną Górę, jedno z dwóch corocznych przedsięwzięć katolickich Salezjańskich Wspólnot Ewangelizacyjnych i jednocześnie kulminacja oraz podsumowanie całego roku działalności wspólnot. SPE trwa od 31 lipca do 14 sierpnia każdego roku. Startuje ze Szczańca – wsi w województwie lubuskim, nieopodal Świebodzina i Zielonej Góry, a jej trasa liczy około 365 km. Pielgrzymi SPE otrzymują charakterystyczne błękitne chusty. Obecnie moderatorami SPE są ksiądz Michał Mejer i ksiądz Michał Sabada, którzy objęli to stanowisko po księdzu Leszku Ziole. Pierwsza SPE odbyła się w 1992 roku.

## Trasa pielgrzymki
Trasa rozpoczyna się co roku 31 lipca w Szczańcu i kończy się 14 sierpnia w Częstochowie. Trasa pielgrzymki przebiega w sumie przez 25 miejscowości, w których pielgrzymi nocują i w których odbywają się wieczorne ewangelizacje i czuwania modlitewne. W sumie przez 7 dni pielgrzymki, pielgrzymi nie nocują w jednym mieście, lecz są podzieleni na dwie bądź, w jednym przypadku na cztery miejscowości. Poniżej znajduje się spis wszystkich „miejscowości noclegowych” (w nawiasie znajdują się miejscowości, w których nocuje mniejsza część pielgrzymów):
Szczaniec, Babimost (i Chobienice), Wolsztyn, Przemęt (i Nowa Wieś), Włoszakowice (i Bukówiec Górny), Leszno, Poniec (i Pawłowice), Pakosław (i Chojno), Milicz, Twardogóra, Szczodrów, Stradomia Dolna, Poniatowice i Dziadowa Kłoda, Rychtal (i Krzyżowniki), Wołczyn, Olesno, Truskolasy, Częstochowa – Jasna Góra.

### Inne formy działalności
- wspólnoty z ruchu SWE animują grupę w salezjańskiej pielgrzymce Suwałki - Ostra Brama
- Pustynia Miast była jedną ze wspólnot, które założyły Przystanek Jezus, inicjatywę ewangelizacyjną związaną z głoszeniem ewangelii wśród młodzieży na Przystanku Woodstock
- redagowanie oficjalnej witryny internetowej oraz forum internetowego
- redagowanie pisma: Biuletyn Salezjańskich Wspólnot Ewangelizacyjnych
- wydano też kilka książek, m.in.:
  - Droga wyjścia – Dariusz Presnal – Ląd 1999
  - Pustynia Miast – Salezjański Ruch Ewangelizacyjny – Dariusz Presnal, Jarosław Wąsowicz, Jan Gliściński – 2000
  - Cicho przychodzisz w tym wielkim pośpiechu – tomik poezji młodzieży zrzeszonej w SWE - Ląd 2001
- działalność zrodzonego we wspólnotach zespołu Stróże Poranka